# Bastian Benoa

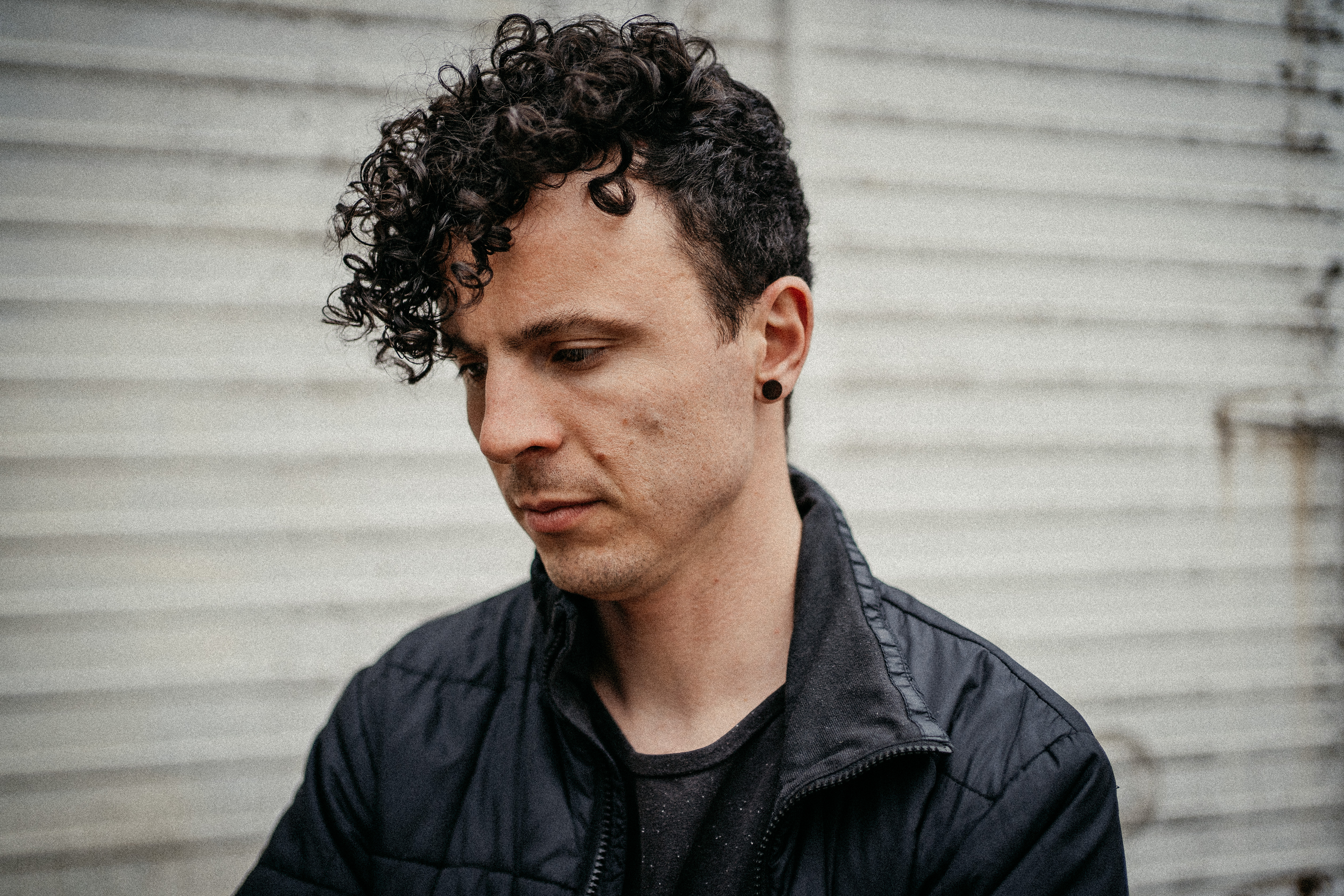
Bastian Benoa 2023

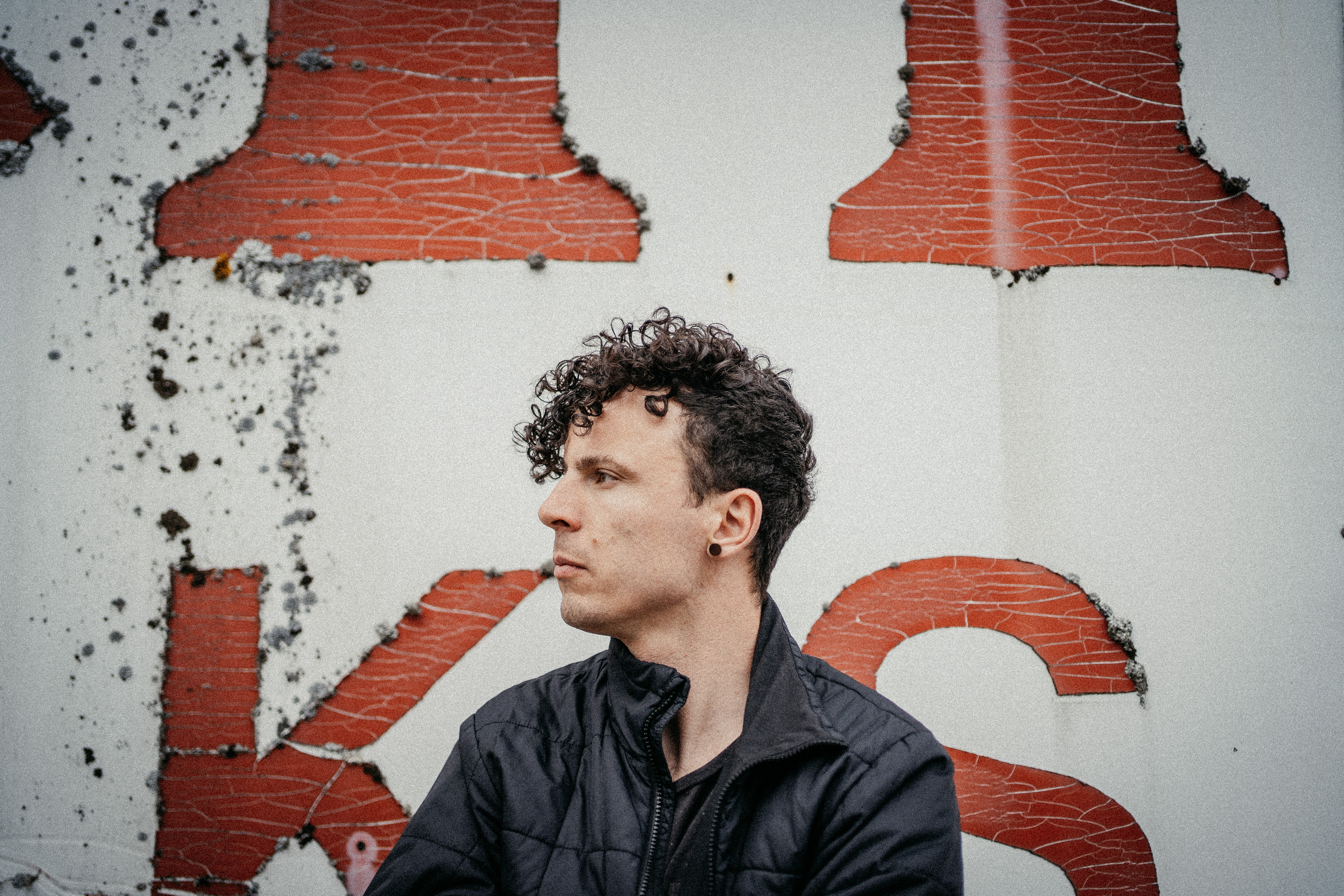
Pressefoto 2023

Bastian Benoa (* 14. Juli 1988 in Laichingen; eigentlich Bastian Rauschmaier) ist ein deutscher Sänger, Songwriter. 

## Leben
Benoa wuchs in Westerheim als ältester von zwei Geschwistern auf. Seine ersten Instrumente waren die Flöte, das Saxophon und mit 12 Jahren das Klavier. Zu seiner Konfirmation bekam er dann eine E-Gitarre geschenkt und gründete seine erste Band. Hier schrieb er seine ersten Songs.
Mit 16 Jahren trat Benoa der Punk-Rock-Band Freequency bei und tourte durch Deutschland, Österreich und die Schweiz.
Nach seinem Abitur entschied sich Bastian, beim evangelischen Jugendwerk in Württemberg seinen Zivildienst zu absolvieren. Im Jahr 2009 lernte er die Worship-Formation SoulDevotion kennen. Er engagierte sich hier als Gitarrist, Sänger und Songwriter. Später übernahm er das Kollektiv hauptverantwortlich und leitete die Produktion zweier Alben.
Benoa nahm mit dem Produzenten Florian Sitzmann sein Debütalbum Zurück nach Vorn auf, welches im August 2021 bei dem Musiklabel Gerth Medien erschien.
Sein größter Erfolg war die Teilnahme bei der 12. Staffel der Gesangs-Castingshow The Voice of Germany. Bei seiner Blind Audition sang er „Der Weg“ von Herbert Grönemeyer. In seinem Battle im Team von Stefanie Kloß sang er „Weiße Fahnen“ von Silbermond. Danach schied er aus der Sendung aus.

## Diskografie
| Jahr | Titel                 | Anmerkung                            |
| ---- | --------------------- | ------------------------------------ |
| 2021 | Zurück nach vorn      | Erstveröffentlichung 20. August 2021 |
| 2022 | Akustik-Sessions (EP) | Erstveröffentlichung 7. Juli 2022    |